# Miombo zambézien central
Localisation
Le miombo zambézien central est une écorégion terrestre définie par le Fonds mondial pour la nature (WWF), qui appartient au biome des prairies, savanes et brousses tropicales et subtropicales de l'écozone afrotropicale. Il s'agit d'un écosystème de forêts claires riche en essences du genre Brachystegia (« miombo » en swahili) qui s'étend en Afrique centrale à travers le Burundi, la Tanzanie, la République démocratique du Congo, le Malawi, la Zambie et l'Angola.